# Владивосток (большой противолодочный корабль)
Владивосток — советский ракетный крейсер (до 1977 года — большой противолодочный корабль) проекта 1134.

## История
Зачислен в списки кораблей ВМФ 1 октября 1964 года. Закладка корабля состоялась 24 декабря того же года на судостроительном заводе имени А. А. Жданова (Северная верфь) в Ленинграде под заводским номером 792. 1 августа 1969 года спущен на воду, 11 сентября того же года включён в состав Балтийского флота.
1 октября 1969 года переведён в состав Северного, а 10 февраля 1970 года — в состав Тихоокеанского флота.
Приказом министра обороны СССР от 24 апреля 1977 года корабль был переведён в класс ракетно-артиллерийских кораблей.
Совершил визиты:
- 1-9 сентября 1969 — Лагос (Нигерия)
- 1-3 декабря 1969 — Бербера (Сомали)
- 7-15 декабря 1969 — Могадишо, Кисмайо (Сомали)
- 27-29 декабря 1969 — Аден (Южный Йемен)
- 27-31 декабря 1969 — Порт-Судан (Судан)
- 9-14 марта 1979 — в Порт-Луи (Маврикий).
- 3 -?марта 1987---Порт Камрань

19 апреля 1990 года приказом главнокомандования ВМФ исключён из состава флота. 1 января 1991 года корабль был разоружён, 1 июня того же года расформирован. Впоследствии продан в Австралию для разделки на металлолом.

## Командиры
- Сергеев, Валерий Николаевич (октябрь 1973 — октябрь 1975)